# Error (béisbol)

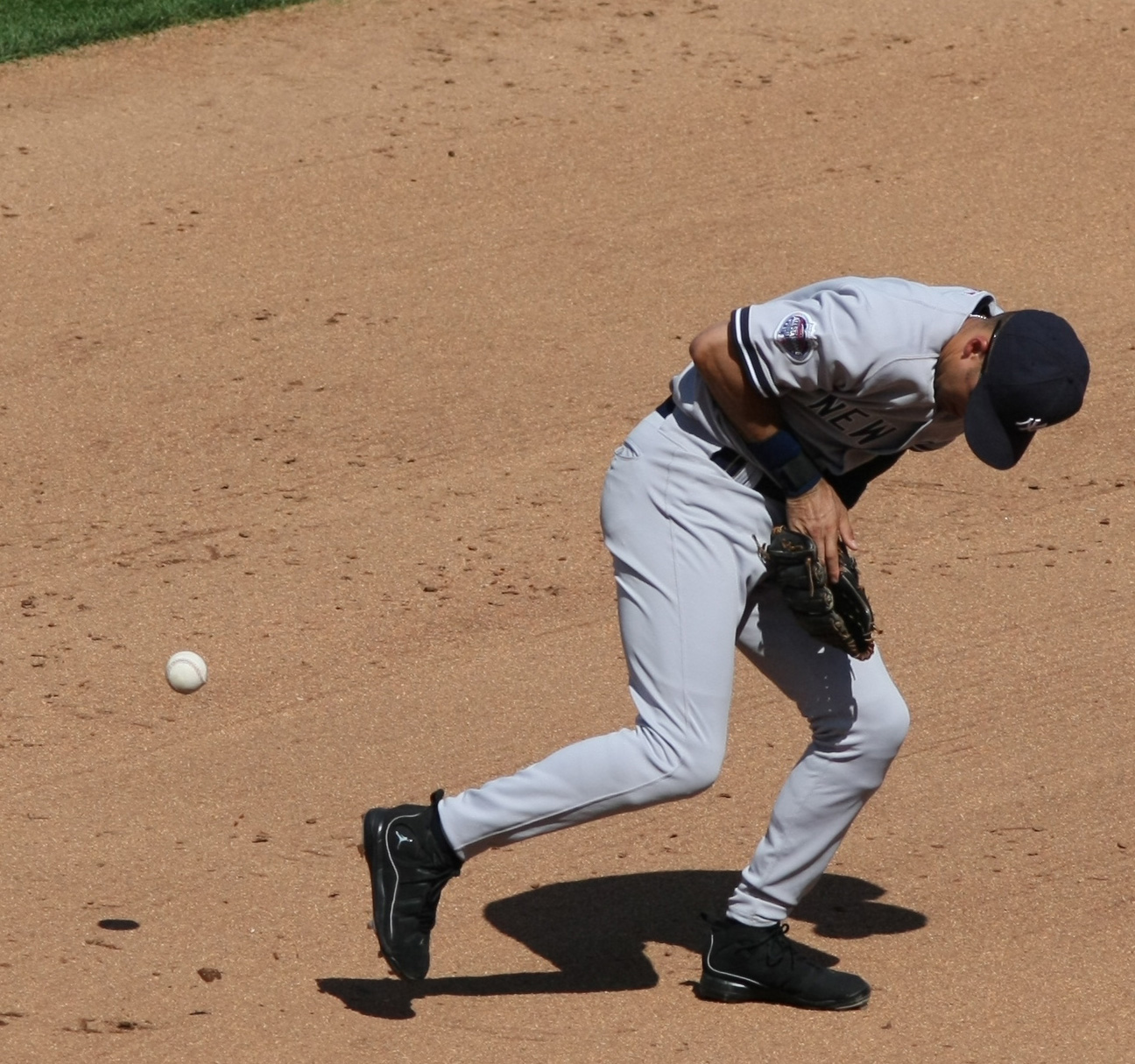
Derek Jeter, campocorto de los New York Yankees cometiendo un error.

En estadísticas del béisbol, un error se refiere a cualquier maniobra errónea —a juicio del anotador oficial— ejecutada por un jugador defensivo al tratar de controlar una bola, tal que permita a un bateador o corredor para llegar a una o más bases adicionales, cuando ese avance podría haberse evitado al maniobrar la bola con un esfuerzo o pericia regular. Incluso si el corredor no logra alcanzar alguna base adicional, puede imputársele error a un jardinero al perder el control de una bola en zona de foul.
El término error puede también referirse a la jugada (secuencia colectiva completa de maniobras defensivas) en la que se cometió un error.

## Significado estadístico
Un error no se cuenta como hit (aunque sí cuenta como turno oficial) a menos que, nuevamente a juicio del anotador, el bateador hubiese hipotéticamente llegado a primera base sin problemas, antes que llegara la pelota y se le escapa la pelota al primera base y este logra alcanzar segunda se le cuenta hit y error, el error es por el avance del jugador a segunda base a o más de la(s) base(s) alcanzada(s) fuesen el resultado del error del jugador defensivo. En tal caso, la jugada se anota simultáneamente como "hit y error". 
Del mismo modo, un bateador no se acreditará ninguna carrera impulsada si se anotasen carreras debido a un error, a menos que el anotador dictamine que dicha(s) carrera(s) se hubiese(n) marcado aun cuando el jugador defensivo no hubiese cometido error. Por ejemplo, si un bateador conecta una bola a los jardines con intención de conectar un elevado de sacrificio y el jardinero deja caer la bola cometiendo un error o por no poder controlar la bola, el bateador se anotará tanto el elevado de sacrificio como la carrera impulsada en sus estadísticas personales.
Passed balls y wild pitches se contabilizan en categorías estadísticas separadas y no cuentan como errores. Incluso es posible para el equipo ganador de un juego perfecto cometer por lo menos un error, si un batazo del equipo perdedor cae en zona de foul sin corredores en base y el jardinero comete error al tratar de controlar la bola.

## Aplicación especial al receptor
Con respecto a las reglas para dictaminar errores al receptor, existe un curioso vacío legal: el receptor que haga un "wild pitch" al intentar evitar un robo de base no comete error en caso de que el corredor logre robar la base, aun si un lanzamiento más preciso hubiese hipotéticamente resultado en out. Considerando que, estadísticamente, la mayoría de los intentos de robo de base terminan teniendo éxito (alrededor de dos por cada intento fallido), esta especie de "regla de disculpa para receptores" es comprensible. No obstante, si el corredor logra alcanzar una base adicional debido al mal lanzamiento, el receptor sí se acredita el error. 
Si el guante del receptor es golpeado por el bate se considera que ha habido interferencia del receptor y este se anota un error (a menos que el bateador consiga conectar hit).